# Gouvernement Ardern-Hipkins
Pour les articles homonymes, voir Ardern.
Nouvelle-Zélande
English Luxon
Le gouvernement Ardern-Hipkins est le gouvernement de Nouvelle-Zélande du 26 octobre 2017 au 27 novembre 2023, lors de la 52e législature puis de la 53e.

## Coalition et historique

### Formation

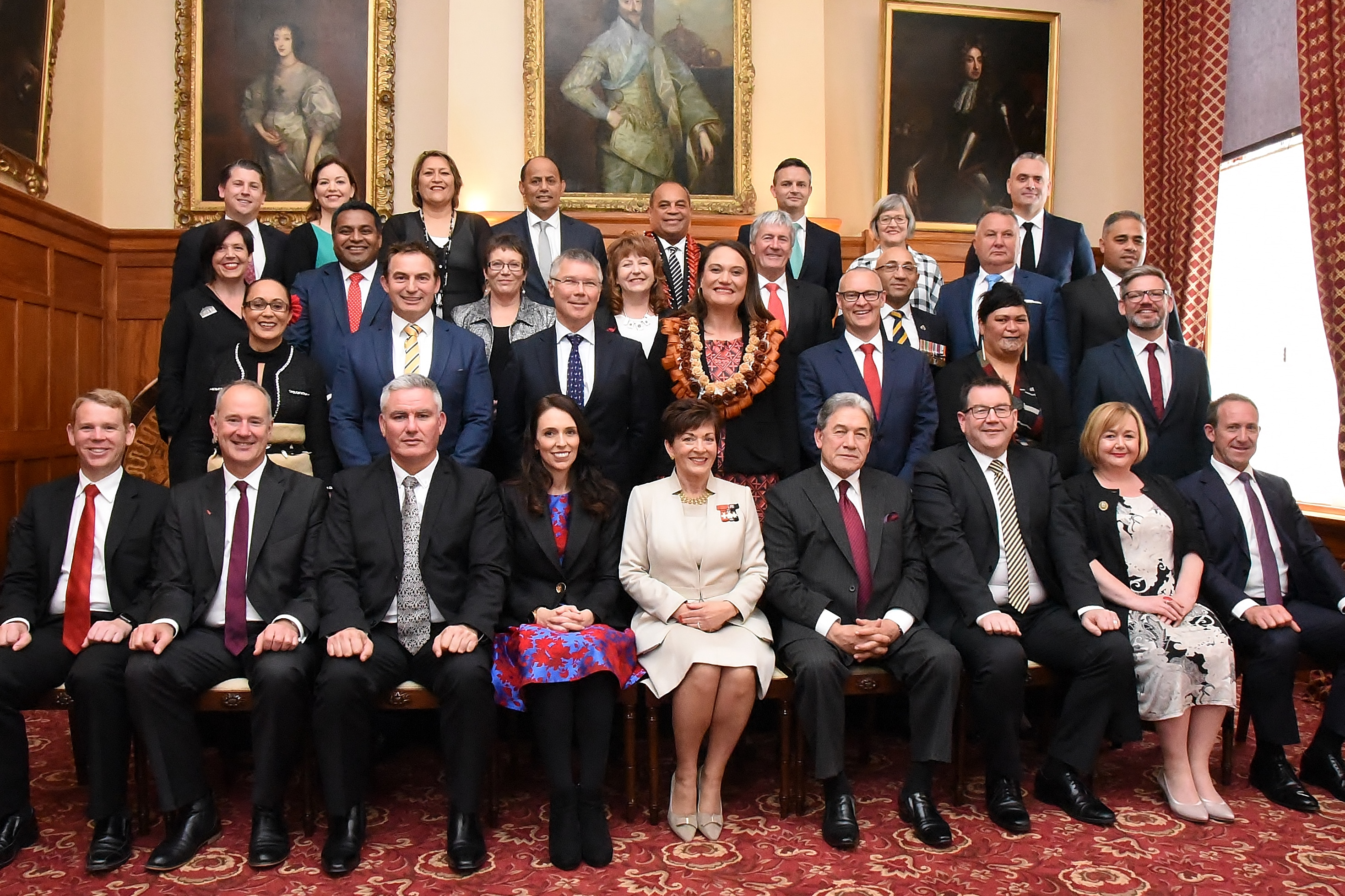
Cabinet Ardern original photographié en octobre 2017 après leur prestation de serment.

Lors des élections générales de septembre 2017 aucun parti ne remporte une majorité absolue des sièges. Le Parti national et le Parti travailliste, allié au Parti vert, sont tous deux en mesure de former une coalition avec le parti Nouvelle-Zélande d'abord (New Zealand First, NZF), laissant ainsi le chef de ce dernier, Winston Peters, en mesure de choisir le prochain Premier ministre.
Après l'annonce des résultats, des négociations sont entamées entre Nouvelle-Zélande d'abord et les deux principaux partis. Le 19 octobre 2017, Peters annonce sa volonté de former un gouvernement de coalition avec les travaillistes. Le même jour, James Shaw, chef du Parti vert, annonce que son parti préfère opter pour un soutien sans participation. Le soutien des écologistes donne à la coalition 63 sièges contre 56, assez pour faire d'Ardern la Première ministre.
Le 20 octobre, Jacinda Ardern annonce que le cabinet comprendra 20 membres, dont 16 du Parti travailliste et quatre de Nouvelle-Zélande d'abord. Par ailleurs, le gouvernement comptera huit autres ministres, qui ne seront pas membres du cabinet : cinq travaillistes et trois membres du Parti vert. N'étant pas membres du cabinet, les Verts conservent ainsi le droit d'exprimer leur désaccord avec des politiques menées par le gouvernement. Leur influence est moindre, mais ils ne sont pas contraints par le principe de solidarité ministérielle,.
Sur les 28 ministres, 18 sont maoris, dont notamment Winston Peters (chef du parti NZF, vice-Premier ministre et ministre des Affaires étrangères), Kelvin Davis (vice-chef du Parti travailliste, ministre des Relations entre la Couronne et les Maori, ministre du Tourisme et ministre des Prisons), et Ron Mark (ministre de la Défense).

### Changements
Clare Curran, ministre des Télécommunications (travailliste), démissionne le 6 septembre 2018 après avoir utilisé une adresse e-mail privée pour des tâches gouvernementales. Elle avait précédemment été « rappelée à l'ordre » à deux reprises pour avoir organisé des réunions sans les déclarer, et explique qu'elle quitte le gouvernement pour échapper aux pressions et pour ne pas constituer une « distraction ». Kris Faafoi (travailliste) lui succède le lendemain, tout en conservant les portefeuilles de la Défense civile et du Commerce.
Le 20 septembre 2018, Jacinda Ardern limoge Meka Whaitiri (ministre des Douanes), celle-ci ayant agressé un membre de son équipe administrative,. Kris Faafoi la remplace elle aussi, jusqu'à un remaniement ministériel le 27 juin 2019. Jenny Salesa (travailliste) devient alors ministre des Douanes. Kris Faafoi cède à Peeni Henare (travailliste) le ministère de la Défense civile tandis que ce dernier cède à Poto Williams (travailliste) le ministère du Troisième secteur. Megan Woods (travailliste) remplace Phil Twyford au ministère du Logement, et celui-ci succède à David Parker au ministre du Développement économique. Michael Wood, sous-secrétaire d'État aux Communautés ethniques, devient le chief whip du gouvernement au Parlement, et cède son poste ministériel à Priyanca Radhakrishnan (travailliste), secrétaire parlementaire privée.

## Composition

### Gouvernement Ardern I (2017-2020)
| Fonction | Titulaire          | Titulaire          | Titulaire          | Parti              |
| Membres du Cabinet | Membres du Cabinet | Membres du Cabinet | Membres du Cabinet | Membres du Cabinet |
| --- | ------------------ | ------------------ | ------------------ | ------------------ |
| Première ministre Ministre de la Sécurité nationale et du Renseignement Ministre des Arts, de la Culture et du Patrimoine Ministre des Enfants vulnérables |                    |                    | Jacinda Ardern     | Lab                |
| Vice-Premier ministre Ministre des Affaires étrangères Ministre des Entreprises d'État                                                                     |                    |                    | Winston Peters     | NZF                |
| Ministre de l'Agriculture Ministre de la Biosécurité et de la Sécurité alimentaire Ministre des Communautés rurales                                        |                    |                    | Damien O'Connor    | Lab                |
| Procureur général Ministre du Développement économique Ministre de l'Environnement Ministre du Commerce extérieur                                          |                    |                    | David Parker       | Lab                |
| Ministre des Bâtiments et de la Construction Ministre des Communautés ethniques                                                                            |                    |                    | Jenny Salesa       | Lab                |
| Ministre des Relations entre la Couronne et les Maori Ministre des Services pénitentiaires Ministre du Tourisme                                            |                    |                    | Kelvin Davis       | Lab                |
| Ministre de la Défense Ministre des Anciens combattants |                    |                    | Ron Mark           | NZF                |
| Ministre de l'Éducation Leader de la Chambre Ministre des Services publics                                                                                 |                    |                    | Chris Hipkins      | Lab                |
| Ministre des Finances Ministre des Sports et des Loisirs                                                                                                   |                    |                    | Grant Robertson    | Lab                |
| Ministre de la Police Ministre des Pêches Ministre du Revenu Ministre des Petites Entreprises                                                              |                    |                    | Stuart Nash        | Lab                |
| Ministre de la Santé |                    |                    | David Clark        | Lab                |
| Ministre du Logement et du Développement urbain Ministre des Transports                                                                                    |                    |                    | Phil Twyford       | Lab                |
| Ministre de l'Immigration Ministre des Relations entre les partenaires sociaux et de la Sécurité au travail                                                |                    |                    | Iain Lees-Galloway | Lab                |
| Ministre de l'Infrastructure Ministre des Forêts Ministre du Développement économique régional                                                             |                    |                    | Shane Jones        | NZF                |
| Ministre de l'Intérieur Ministre des Enfants Ministre des Personnes âgées                                                                                  |                    |                    | Tracey Martin      | NZF                |
| Ministre de la Justice Ministre des Négociations relatives au traité de Waitangi                                                                           |                    |                    | Andrew Little      | Lab                |
| Ministre du Développement maori Ministre des Autorités locales                                                                                             |                    |                    | Nanaia Mahuta      | Lab                |
| Ministre de l'Énergie et des Ressources naturelles Ministre de la Recherche, des Sciences et de l'Innovation Ministre de la Régénération de Christchurch   |                    |                    | Megan Woods        | Lab                |
| Ministre du Développement social Ministre des Enjeux du handicap                                                                                           |                    |                    | Carmel Sepuloni    | Lab                |
| Ministre des Télécommunications et des Nouveaux médias |                    |                    | Clare Curran       | Lab                |
| Non-membres du Cabinet |                    |                    |                    |                    |
| Ministre du Changement climatique Ministre des Statistiques                                                                                                |                    |                    | James Shaw         | Green              |
| Ministre de la Défense civile Ministre du Commerce et des Affaires des consommateurs                                                                       |                    |                    | Kris Faafoi        | Lab                |
| Ministre du Troisième secteur Ministre pour le Whānau Ora (en) Ministre de la Jeunesse                                                                     |                    |                    | Peeni Henare       | Lab                |
| Ministre de l'Emploi |                    |                    | Willie Jackson     | Lab                |
| Ministre des Communautés du Pacifique |                    |                    | Aupito William Sio | Lab                |
| Ministre des Douanes |                    |                    | Meka Whaitiri      | Lab                |
| Ministre des Femmes |                    |                    | Julie Anne Genter  | Green              |
| Ministre du Patrimoine |                    |                    | Eugenie Sage       | Green              |
| Secrétaires d'État |                    |                    |                    |                    |
| Secrétaire d'État aux Communautés ethniques |                    |                    | Michael Wood       | Lab                |
| Secrétaire d'État aux Affaires étrangères Secrétaire d'État au Développement économique régional                                                           |                    |                    | Fletcher Tabuteau  | NZF                |
| Secrétaire d'État à la Justice (questions de violence familiale et sexuelle)                                                                               |                    |                    | Jan Logie          | Green              |

### Gouvernement Ardern II (2020-2023)
| Fonction | Titulaire          | Titulaire          | Titulaire              | Parti              |
| Membres du Cabinet | Membres du Cabinet | Membres du Cabinet | Membres du Cabinet     | Membres du Cabinet |
| --- | ------------------ | ------------------ | ---------------------- | ------------------ |
| Première ministre Ministre de la Sécurité nationale et du Renseignement Ministre de la Réduction de la pauvreté infantile Ministre des Services ministériaux Ministre associée à la ministre des Arts, de la Culture et du Patrimoine                                    |                    |                    | Jacinda Ardern         | Lab                |
| Vice-Premier ministre Ministre des Finances Ministre des Sports et des Loisirs Ministre des Infrastructures Ministre des Courses |                    |                    | Grant Robertson        | Lab                |
| Ministre des Relations entre la Couronne et les Maori Ministre des Services pénitentiaires Ministre des Enfants Ministre associé de l’Éducation (enseignement maori) |                    |                    | Kelvin Davis           | Lab                |
| Ministre du Logement Ministre de l'Énergie et des Ressources naturelles Ministre de la Recherche, des Sciences et de l'Innovation Ministre associée des Finances |                    |                    | Megan Woods            | Lab                |
| Ministre de l'Éducation Leader de la Chambre Ministre des Services publics Ministre de la réponse au Covid-19 |                    |                    | Chris Hipkins          | Lab                |
| Ministre du Développement social et de l’Emploi Ministre responsable de l'indemnisation des accidents Ministre des Arts, de la Culture et du Patrimoine Ministre des Enjeux du handicap                                                                                  |                    |                    | Carmel Sepuloni        | Lab                |
| Ministre de la Santé Ministre des Négociations relatives au traité de Waitangi Ministre responsable de la rentrée de Pike River Ministre du GCSB Ministre du SIS |                    |                    | Andrew Little          | Lab                |
| Procureur général Ministre de l'Environnement Ministre des Océans et des Pêches Ministre du Revenu Ministre associé des Finances |                    |                    | David Parker           | Lab                |
| Ministre des Affaires étrangères Ministre du Gouvernement local Ministre associé du Développement maori |                    |                    | Nanaia Mahuta          | Lab                |
| Ministre des Bâtiments et de la Construction Ministre de la Police Ministre associé des Enfants Ministre associé du Logement |                    |                    | Poto Williams          | Lab                |
| Ministre de l'Agriculture Ministre de la Biosécurité Ministre de l'Information foncière Ministre de la Sécurité alimentaire Ministre des Communautés rurales Ministre du Commerce et de la Croissance des exportations                                                   |                    |                    | Damien O'Connor        | Lab                |
| Ministre du Développement économique et régional Ministre du Tourisme Ministre des Forêts Ministre des Petites Entreprises Ministre du Tourisme |                    |                    | Stuart Nash            | Lab                |
| Ministre de la Justice Ministre de l'Immigration Ministre de la Radiodiffusion et des Médias |                    |                    | Kris Faafoi            | Lab                |
| Ministre de la Défense Ministre pour le Whānau Ora Ministre associé de la Santé (santé maori) Ministre associé du Logement (logement maori) Ministre associé du Tourisme                                                                                                 |                    |                    | Peeni Henare           | Lab                |
| Ministre du Développement maori Ministre associé pour l'indemnisation des accidents Ministre associé de la Justice |                    |                    | Willie Jackson         | Lab                |
| Ministre de l'Intérieur Ministre des Femmes Ministre associé de l'Éducation |                    |                    | Jan Tinetti            | Lab                |
| Ministre des Transports Ministre des Relations entre les partenaires sociaux et de la Sécurité au travail Leader adjoint à la Chambre |                    |                    | Michael Wood           | Lab                |
| Ministre de la Conservation Ministre du Management de crise Ministre associée pour les Arts, la Culture et le Patrimoine Ministre associée pour l’Environnement |                    |                    | Kiri Allan             | Lab                |
| Ministre du Commerce et des Consommateurs Ministre de l'Économie digitale et des Communications Ministre des Entreprises d'État Ministre des Statistiques Ministre associé pour la Commission tremblement de terre                                                       |                    |                    | David Clark            | Lab                |
| Ministre de la Sécurité alimentaire Ministre des Personnes âgées Ministre associée de la Santé Ministre associée de la Recherche, des Sciences et de l’Innovation |                    |                    | Ayesha Verrall         | Lab                |
| Membres du Cabinet |                    |                    |                        |                    |
| Ministre des Communautés du Pacifique Ministre des Tribunaux Ministre associé de l’Éducation (communautés du Pacifique) Ministre associé Ministre associé des Affaires étrangères Ministre associé de la Santé (communautés du Pacifique) Ministre associé de la Justice |                    |                    | Aupito William Sio     | Lab                |
| Ministre des Douanes Ministre des Vétérans Ministre associée de l’Agriculture Ministre associée des Statistiques |                    |                    | Meka Whaitiri          | Lab                |
| Ministre du Désarmement et du Contrôle des Armes Ministre d'État pour le Commerce et la Croissance des exportations Ministre associé de l'Environnement Ministre associé de l’Immigration                                                                                |                    |                    | Phil Twyford           | Lab                |
| Ministre du Secteur communautaire et bénévole Ministre de la Diversité, de l'Inclusion et des Communautés ethniques Ministre de la Jeunesse Ministre associée du Développement social et de l’Emploi                                                                     |                    |                    | Priyanca Radhakrishnan | Lab                |
| Ministre de la Prévention de la violence familiale et sexuelle Ministre associée du Logement (sans-abris) |                    |                    | Marama Davidson        | Green              |
| Ministre du Changement climatique Ministre associé de l’Environnement (biodiversité) |                    |                    | James Shaw             | Green              |

## Dernier remaniement en novembre 2023
Le gouvernement Hipkins perd les élections législatives d'octobre 2020 et perd donc le pouvoir. Constitutionnellement, son gouvernement doit prendre fin le 11 novembre à 23h59 au plus tard, mais la longueur des négociations entre le Parti national, ACT et Nouvelle-Zélande d'abord pour former le gouvernement Luxon amènent le Premier ministre sortant Chris Hipkins et son successeur à venir, Christopher Luxon, à s'accord sur une extension du gouvernement Hipkins comme gouvernement par intérim. La gouverneure générale Dame Cindy Kiro prolonge donc le gouvernement. Seul le mandat de Nanaia Mahuta comme ministre des Affaires étrangères prend fin le 11 novembre car, battue dans sa circonscription, elle n'est plus députée. Grant Robertson lui succède.

## Analyse
En 2020, trois membres du gouvernement sont ouvertement LGBT (Grant Robertson (en), Kiri Allan et Ayesha Verrall), tandis que Nanaia Mahuta est la première femme à occuper le poste régalien de ministre des Affaires étrangères. Cela conduit le cabinet Ardern à être considéré comme le plus ouvert sur la diversité de l'histoire néo-zélandaise.